# コリアカップ (競馬)
コリアカップ（코리아컵、Korea Cup）は、KRAの主催で2016年より行われている韓国の競走。

## 概要
2016年7月6日、韓国馬事会とキーンランド協会は韓国初の国際招待競走となる本競走とコリアスプリントの創設を発表した。 
本競走は国際招待競走であり、香港や日本などアジア諸国や北米、オセアニア地区からの参戦が期待されている。出走馬の所属先は、2017年が7か国・地域、2018年が9か国・地域と広がりを見せつつある。
2016年7月に韓国は国際競馬統括機関連盟（IFHA）のパート2国に昇格しており、本競走も2019年から国際G3の付与が決定していたが、2019年、KRAは日韓関係悪化の影響で日本調教馬を不招待を発表し、これによる国際レーティング下落で国際G3化は見送られた。
2020年、2021年は新型コロナウイルス感染拡大の影響で開催中止となった。
2022年からは、改めて国際G3の格付けが付与されることとなり、2023年には総賞金が前年に比べ60%増額された。
2024年からブリーダーズカップ・チャレンジの対象競走に指定され、優勝馬には当該年のブリーダーズカップ・ダートマイルへの優先出走権と出走登録料・輸送費用の一部負担の特権が付与される。

## 歴代勝ち馬
| 回    | 年月日        | 勝ち馬                       | 性齢 | 騎手                         | 管理調教師                   | タイム   | 出典   |
| ----- | ------------- | ---------------------------- | ---- | ---------------------------- | ---------------------------- | -------- | ------ |
| 第1回 | 2016年9月11日 | 크리솔라이트 (Chrysolite)    | 牡6  | 후지이 카니치로 (藤井勘一郎) | 오토나시 히데타카 (音無秀孝) | 1分52秒3 | [ 10 ] |
| 第2回 | 2017年9月10日 | 런던타운 (London Town)       | 牡4  | 이와타 야스나리 (岩田康誠)   | 마키타 카주야 (牧田和弥)     | 1分50秒7 | [ 11 ] |
| 第3回 | 2018年9月9日  | 런던타운 (London Town)       | 牡5  | 이와타 야스나리 (岩田康誠)   | 마키타 카주야 (牧田和弥)     | 1分50秒6 | [ 12 ] |
| 第4回 | 2019年9月8日  | 문학치프 (Moonhak Chief)     | 牡4  | 문세영 (ムン・セヨン)        | 김순근 (キム・スングン)      | 1分53秒3 | [ 13 ] |
| 第5回 | 2022年9月4日  | 위너스맨 (Winner's Man)      | 牡4  | 서승운 (ソ・スンウン)        | 최기홍 (チェ・ギホン)        | 1分53秒1 | [ 14 ] |
| 第6回 | 2023年9月10日 | 크라운프라이드 (Crown Pride) | 牡4  | 카와다 유가 (川田将雅)       | 신타니 코이치 (新谷功一)     | 1分51秒5 | [ 15 ] |
| 第7回 | 2024年9月8日  | 크라운프라이드 (Crown Pride) | 牡5  | 요코야마 타케시 (横山武史)   | 신타니 코이치 (新谷功一)     | 1分51秒8 | [ 16 ] |